# NGC 7444
NGC 7444 је лентикуларна галаксија у сазвежђу Водолија која се налази на NGC листи објеката дубоког неба.
Деклинација објекта је - 12° 50' 3" а ректасцензија 23h 0m 8,8s. Привидна величина (магнитуда) објекта NGC 7444 износи 12,9 а фотографска магнитуда 13,9. NGC 7444 је још познат и под ознакама MCG -2-58-16, PGC 70219.